# Automolis rufescens
Automolis rufescens är en fjärilsart som beskrevs av Walker 1855. Automolis rufescens ingår i släktet Automolis och familjen björnspinnare. Inga underarter finns listade i Catalogue of Life.